# Sichuan Airlines
Sichuan Airlines Co., Ltd. (čínsky: 四川航空) je čínská regionální letecká společnost se základnou na mezinárodním letišti Čcheng-tu Šuang-liou ve městě Čcheng-tu, provincie S'-čchuan. Operuje především domácí lety, poprvé začala létat na delší vzdálenosti v roce 2012 do kanadského Vancouveru a v roce 2013 do australského Melbourne. Společnost byla založena v roce 2002.

## Linka do Prahy
Tato letecká společnost létala od 12. srpna 2016 do nástupu pandemie Covid-19 dvakrát týdně z Čcheng-tu do Prahy letounem Airbus A330-300. Praha byla první evropská destinace této letecké společnosti. V létě 2018 společnost prodloužila linku do Curychu.Dosud nebyly lety do Prahy obnoveny.
V dubnu 2019 bylo oznámeno, že Sichuan Airlines začnou létat v červenci 2019 i na trase Praha – Šen Čen, později bylo zahájení odloženo na neurčito.

## Flotila
V září 2016 čítala flotila Sichuan Airlines 110 letadel průměrného stáří 5 let, přičemž dalších 44 letadel bylo objednaných.
| Letadlo         | Počet | Objednané | Cestující | Cestující | Cestující | Poznámky                     |
| Letadlo         | Počet | Objednané | J         | Y         | Celkem    | Poznámky                     |
| --------------- | ----- | --------- | --------- | --------- | --------- | ---------------------------- |
| Airbus A319-100 | 23    | —         | 8         | 124       | 132       |                              |
| Airbus A320-200 | 48    | 16        | 8         | 142       | 150       |                              |
| Airbus A321-200 | 31    | —         | 8         | 186       | 194       |                              |
| Airbus A330-200 | 4     | 2         | 36        | 209       | 245       |                              |
| Airbus A330-300 | 4     | —         | 36        | 265       | 301       |                              |
| Airbus A350-900 | —     | 4         | ?         | ?         | ?         | Začátek pronájmu v roce 2017 |
| Comac C919      | —     | 20        | ?         | ?         | ?         |                              |
| Xian MA60       | —     | 2         | ?         | ?         | ?         |                              |
| Celkem          | 110   | 44        |           |           |           |                              |

## Fotogalerie
Pro zobrazení typu letadla přejeďte myší po obrázku

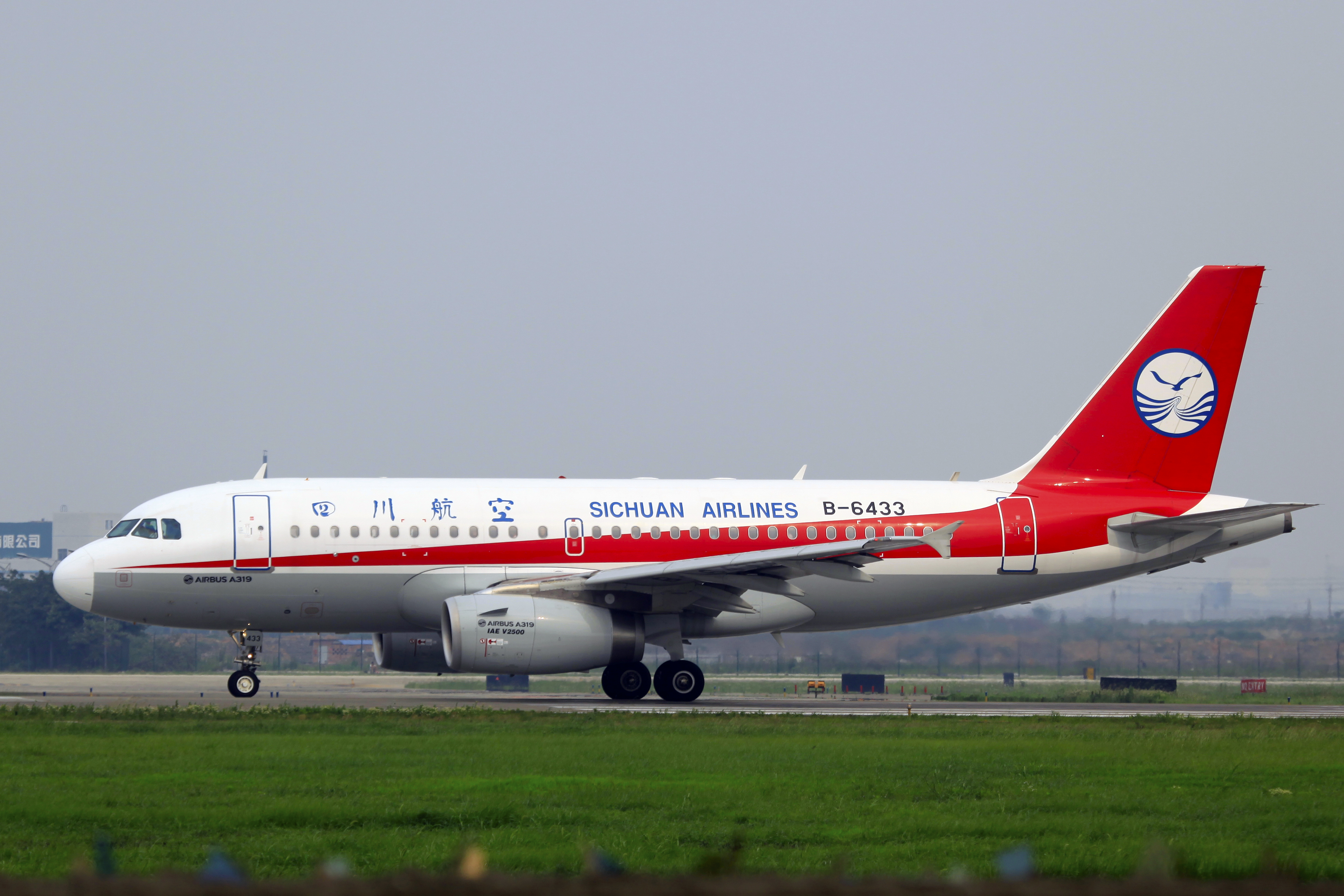
Airbus A319-100
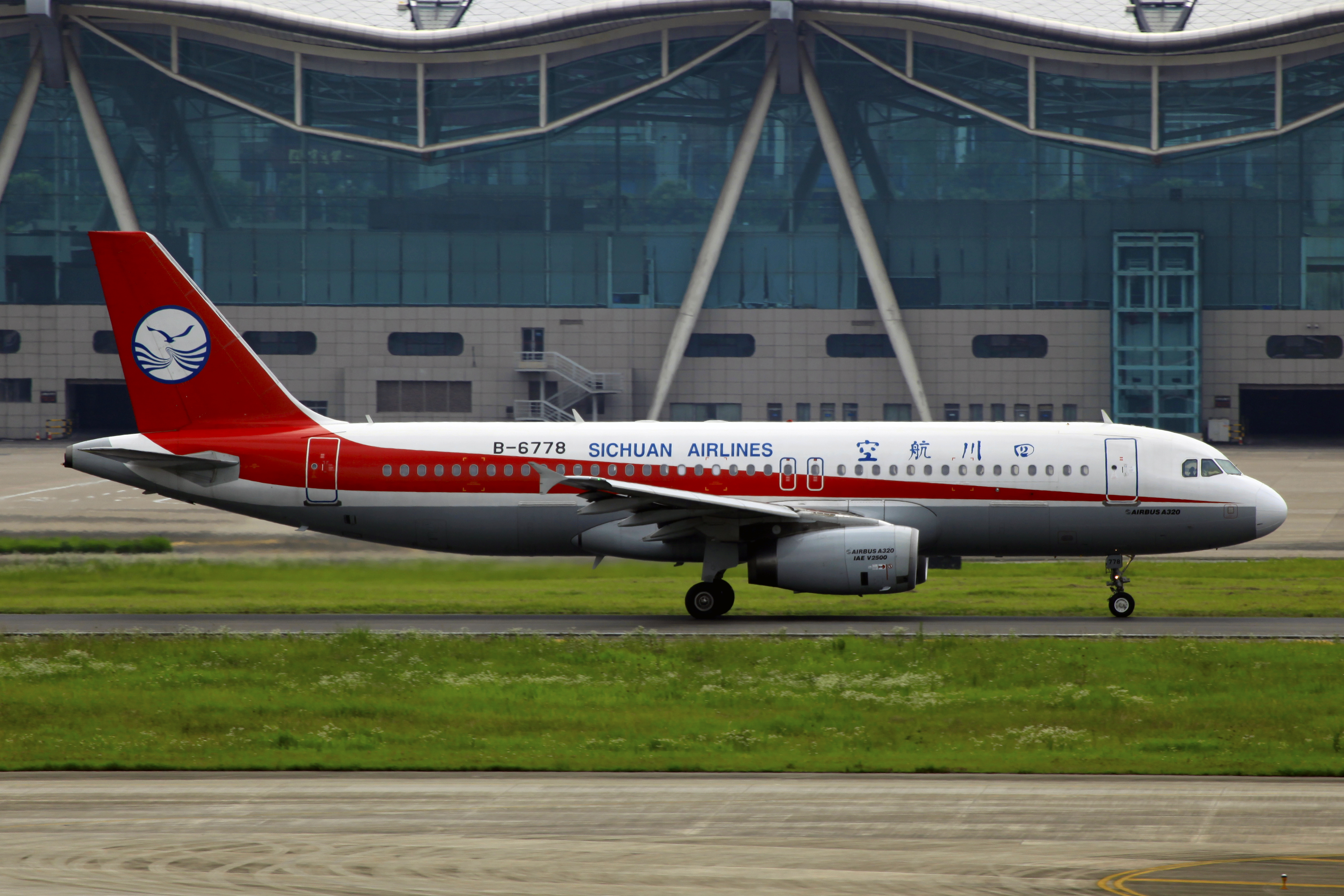
Airbus A320-200
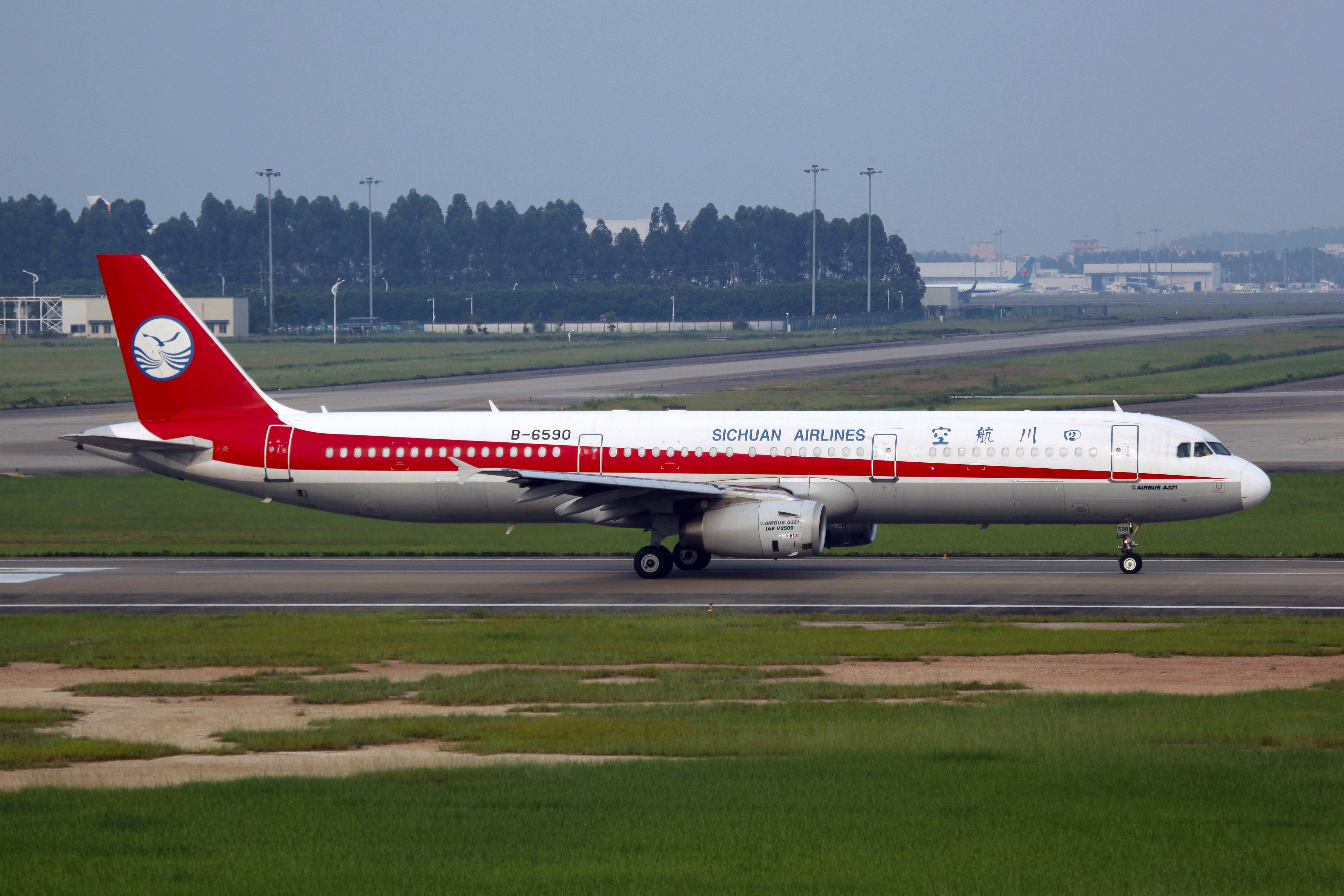
Airbus A321-200
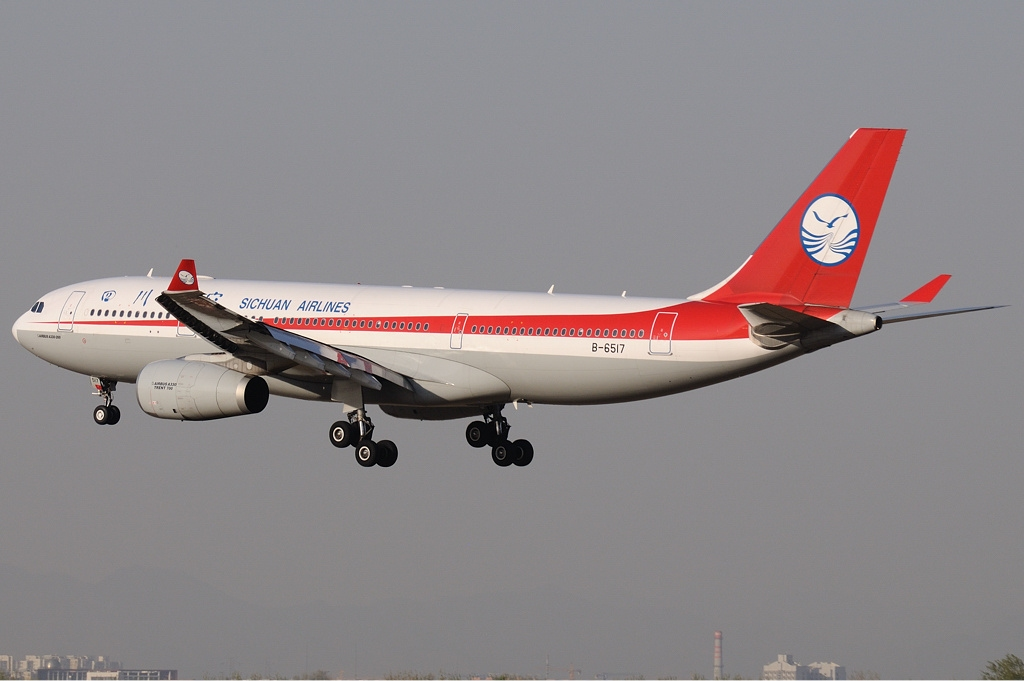
Airbus A330-200
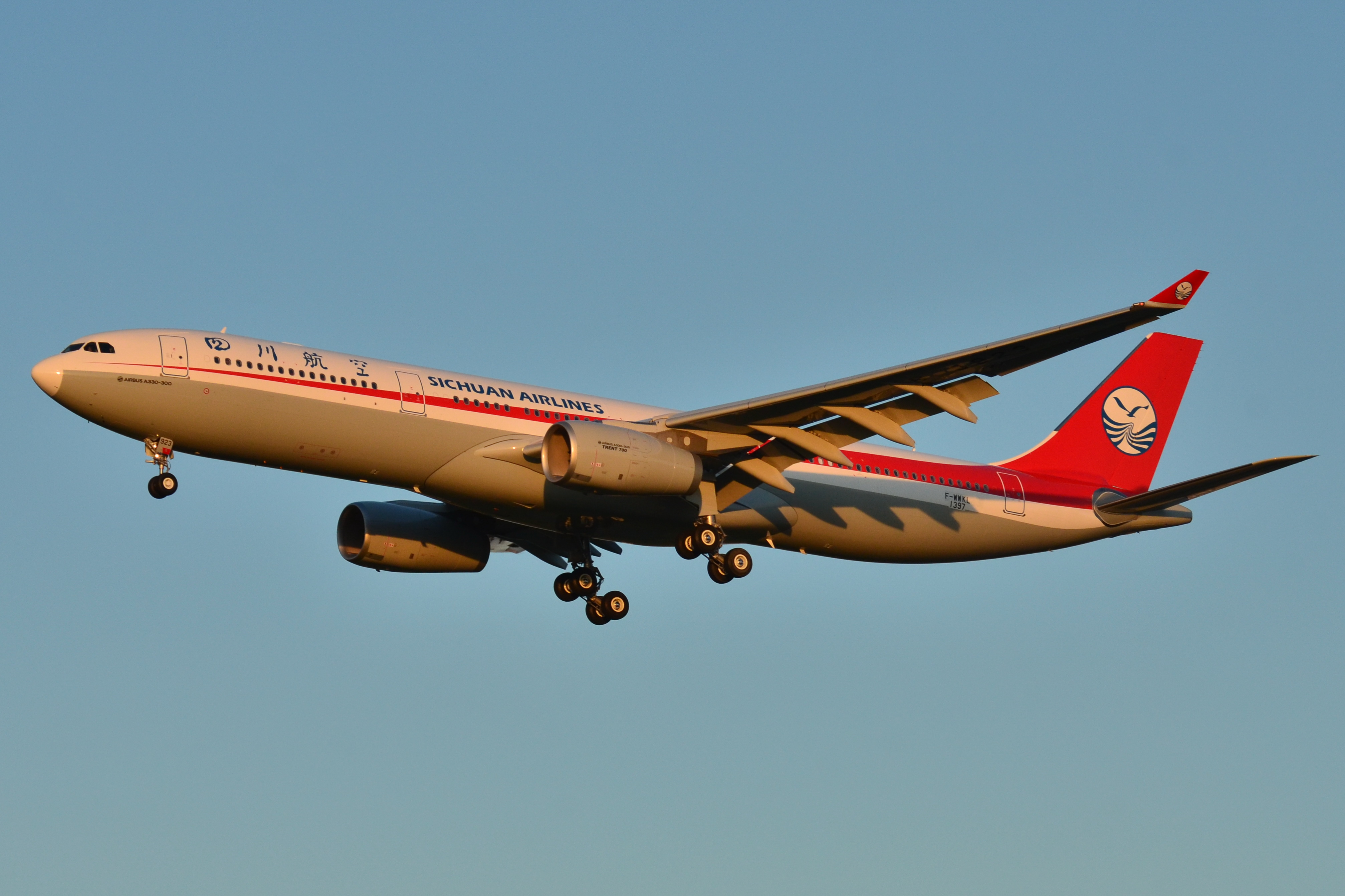
Airbus A330-300